# Megastad FM
Megastad FM, voorheen Stadsradio Rotterdam, werd in juli 2005 opgericht en was tot juni 2013 de stadsradio van gemeente Rotterdam.
Het station draaide vooral eigentijdse hits afgewisseld met klassiekers uit de jaren tachtig en negentig. De zender was vanaf 14 september 2010 de officiële radiopartner van de Rotterdamse voetbalclub Feyenoord. De zender had hierdoor het recht om rechtstreeks verslag te doen van alle wedstrijden van de club. De samenwerking liep tot het einde van 2011.
De studio was gevestigd aan de Lloydstraat in Rotterdam, daarvoor bij de Oude Haven en later de Waalhaven. De uitzendingen van Megastad FM gingen over de FM-frequentie 93,9 MHz, de diverse kabelfrequenties en het internet. Megastad FM was de radiotak van de Stichting Lokale Omroep in Rotterdam, SLOR. Bekende diskjockey's die voor de omroep werkten waren Edwin Noorlander, Bas van Nimwegen, Stefan de Groot en Stephan Bouwman.
In mei 2013 koos de Rotterdamse gemeenteraad op advies van het Commissariaat voor de Media voor een nieuwe lokale omroep: OPEN Rotterdam. Hiermee kwam een einde aan de SLOR en Megastad FM als publieke omroep.